# Пи¹ Большой Медведицы
Пи¹ Большой Медведицы (Pi¹ UMa, π¹ Ursae Majoris, π¹ UMa) — это жёлтый карлик спектрального класса G, и принадлежащий к звёздам главной последовательности, с звёздной величиной +5,63. Он расположен на дистанции в 46,8 светового года от Земли, и это относительно молодая звезда возрастом порядка 200 миллионов лет. Она принадлежит к классу переменных звёзд типа BY Дракона и её яркость варьируется с амплитудой в 0,08 звёздной величины. В 1986 году звезда стала первой солнцеподобной звездой, на которой были замечены вспышки в рентгеновском диапазоне. Звезда является членом движущейся группы звёзд Большой Медведицы, звёзд которые двигаются в едином направлении через космос.
Избыток инфракрасного излучения от звезды указал на то что в системе есть «остаточный диск». Наиболее подходящее предположение состыковываемое с данными наблюдений: у звезды на расстоянии в 0,4 а. е. вращаются песчинки размерами 0,25 микрометра, состоящие из аморфных силикатов или кристаллического форстерита. Также предположено наличие второго кольца из пыли с более крупными песчинками (10 микрометров) на дистанции в 16 а. е.